# The Irish News

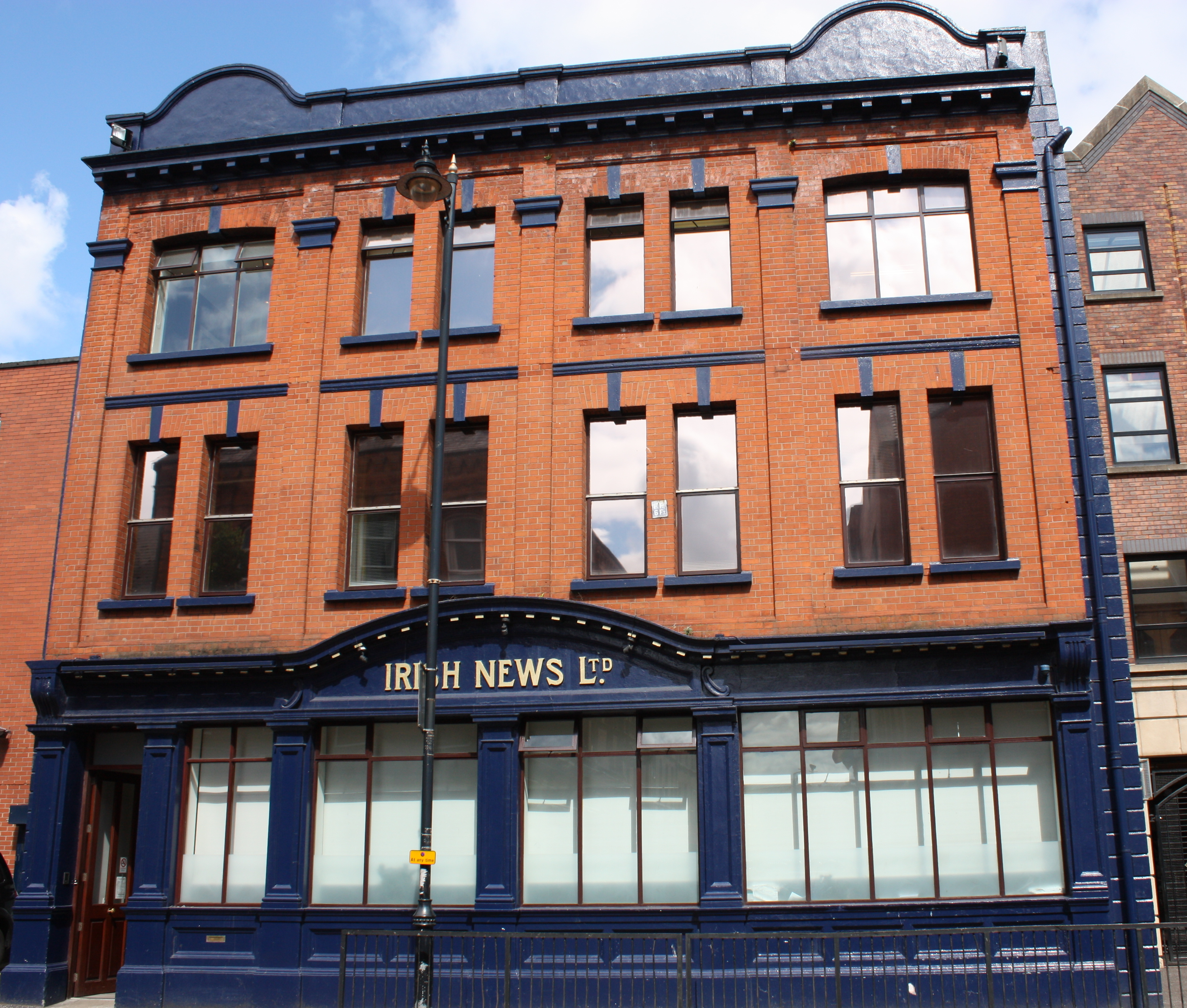

The Irish News é um jornal em língua inglesa publicado em Belfast, Irlanda do Norte. Usa o formato berlinense.